# Алба (Италия)
Вижте пояснителната страница за други значения на Алба.
Алба (на италиански и на пиемонтски: Alba, на диалект на Ланге: Ârba) е италиански град в провинция Кунео на северноталианския регион Пиемонт. Той е важен център на областта Ланге. Разположен е на 172 м надморска височина. Населението му към 1 януари 2023 г. е 31 229 души, от които 3689 са чужди граждани.
На 31 октомври 2017 г. Алба е признат от ЮНЕСКО за Творчески град (Creative city)  на гастрономията. Винарският сектор е от голямо значение и там се произвеждат реномирани вина. Градът също е известен в цял свят със своите бели трюфели и с ежегодния панаир на трюфелите.
Покровител на града е Св. Лаврентий Римски, който се чества на 10 август.

## География, административно деление и население
Градът е разположен в Провинция Кунео на Регион Пиемонт, Северна Италия, в плодородна равнина, заобиколена от приятни хълмове, които съставляват северната граница на Горно Ланге. Градът се намира близо до сливането на потока Кераско с река Танаро. 
Намира се на 51 km югоизточно от регионалния център Торино, на 50 km североизточно от провинциалния център Кунео, на 27 km югозападно от Асти, на 126 km от Милано и на 76 km от Генуа.
Граничи със следните 15 общини: Роди, Диано д'Алба, Гринцане Кавур, Трейзо, Гуарене, Барбареско, Пиобези д'Алба, Трецо Тинела, Монтичело д'Алба, Корнелиано д'Алба, Кастильоне Фалето, Беневело, Сералунга д'Алба, Ла Мора и Боргомале.
Има следните подселища (на итал. frazioni) и местностиː Белмонте, Билини, Камайрана, Каза Чиркондариале. Гало, Гилини, Луизето, Маляно, Пранди II, Рика-Сан Роко Кераска, Рубо, Сан РОко Сено Д'Елвио, Скапароне. 
Към 1 януари 2023 г. населението му е 31 229 жители, от които 3689 са чужди граждани, сред които преобладават тези на Румъния (1321 души), Албания (417 души) и Мароко (416 души). В града живеят и 164 български граждани.

## Топоним
Топонимът е типичен за лигурската цивилизация и означава „бял град“.

## История

### Неолит
Според археологически находки територията на Алба е населена още през Неолита, между 6-тото и 3-тото хилядолетие пр.н.е., от уседнало население, което живее от лов и земеделие. То обитава колиби с кръгла форма в селище, разположено в района на днешното Борго Пиаве, или групирано в селище на левия бряг на потока Кераска, близо до сливането с  река Танаро. Това население знае как да обработва керамика и зелен камък, остър и подходящ за първите рудиментарни инструменти; освен това се занимава със скотовъдство. През следващите хилядолетия то се запознава с използването на желязо и бронз и бива класифицирано с nomen-а лигури стателати – термин, който определя етническата им група от келтски произход, впоследствие асимилирана от галите, нашественици на тази област в края на 5 век пр.н.е.

### Римска епоха
Произходът на обитаемия център на Алба със сигурност е предримски, вероятно лигурско - келтски.
През 89 пр.н.е. Алба приема името Алба Помпея. Вероятно получава името Помпея от Гней Помпей Страбон, консул през 89 г. пр.н.е., който разширява римското гражданство до Циспадания и латинското право до Транспадания. Става римски муниципиум и е включена в Регио IX Лигурия, и е приписана на Gens Camilia (древно патрицианско семейство).
Различните римски находки показват, че през първите два века на Римската империя Алба съставлява, заедно с Поленцо и Бене Ваджена, стратегически и търговски триъгълник, създавайки градски структури от забележителен интерес, включително акведукта, за пренасяне на водата в града и канализационната система за изхвърляне на отпадъчните води в река Танаро.
Римска Алба се управлява автономно, има собствена съдебна система и включва 5 ордена хора: декуриони – най-богатите граждани, августали – конници, изпълнители и либертини (освободени роби). Накрая плебеите, разделени на collegia по изкуства и занаяти. В допълнение към колежа на ковачите има центонарии – производители на вълна и тъкани, и дендрогради – доставчици на дървен материал за къщи и кораби.
Всички исторически материали за римската епоха се съхраняват в Градския природонаучен и исторически музей „Федерико Еузебио“.
Епиграфският и археологическият материал на Алба Помпея описва живота на числено значима средно-висша класа, формирана както от римски родове, така и от потомци от келтско-лигурски произход.
Земеделието и скотовъдството са основните дейности на важна част от елита на Алба Помпея. Историкът Плиний Стари вече описва съществуването на селскостопанска техника, прилагана в лозарството, усъвършенствана и еволюирала. Градът, заобиколен по това време с големи многоъгълни стени, посреща император Октавиан Август по време на пътуването му до Галия и е родното място през 126 г. на император Публий Елвий Пертинакс.
Около 416 г., с голяма част от древната Циспадания, Алба съставлява новата провинция Пенински Алпи, известна също като Liguria Alpium или Liguria Maritima, до времето на лангобардското нашествие, когато, след добавяне на останките от Пенинските Алпи към Котските Алпи, преобладава по-скорошното име Maritima.

### Средновековие
В периодите след римското господство са построени средновековните стени: от готическо - лангобардските до посткаролингските. След унгарско-сарацинските нашествия се извършват други преустройства по време на комуналния период. Градският периметър остава непроменен до съвремиетo.
Историята на Алба записва посещението на Свети Далмаций от Педона преди 5 декември 254 г. – датата на неговото мъченичество, подпомогнат от Св. Презвитер Йоан в покръстването на езичниците. И Свети Фронтиниан, родом от Каркасон, се появява в Алба в края на III век: на връщане от поклонение в Рим той спира там и освобождава момиче от дявола. Префектът на града, разгневен, го залавя, докато напуска Алба, и кара да го обезглавят. Наследството на древна културна традиция, която признава Свети Фронтиниан за закрилник на децата, кара майките на болни деца да обикалят църквата, посветена на светеца, 9 пъти, молейки го за излекуване. Алба е свидетел на възхода и утвърждаването на християнството: първият исторически сигурен епископ е Лампадий (499 г.). 
След падането на Западната Римска империя през 490 г. градът е разграбен от бургундите, последвани през 640 г. от лангобардите на Ротари и франките на Карл Велики, които създават условия за развитието на Феодализма. Градът страда много от лангобардското завоевание. Той остава резиденция на епископа, но престава да бъде седалище на местната администрация –  идва лангобардски гасталд, пряко зависим от краля. Поради претърпените опустошения и грабежите е решено да се избере близкият град Диано за административен център, тъй като благодарение на естественото му местоположение той е по-труден за превземане. Едва по-късно се появява отново Комитeт на Алба. 
Сред графовете на Алба, които принадлежат към фамилията на Ардуините, специално внимание заслужава Оберт, син на Одон и племенник на Ардуин Глабер, понеже защитава, доколкото може, Алба от пагубното сарацинско нашествие. След смъртта на Фолкард духовенството на Алба избра Гвидо, втория син на граф Оберт, за епископ и по този начин успява да предотврати обединението на обеднялата Епархия на Алба с тази на Асти: обединение, застъпено и вече получено от могъщия Бозон, епископ на Асти. Когато граф Оберт умира без мъжки наследници, Комитатът на Алба изглежда е в ръцете на Олдерик Манфред I, брат на Ардуин Глабер и следователно роднина на Оберт. Семейство виконти номинално остава да управлява региона. 
В борбата между императори и папи за реформа на Църквата Бозон, епископ на Алба от 1059 до 1085 г., е сред най-смелите съветници и възбудители на Империята срещу папите Александър II и Григорий VII, в защита на симонията на духовенство, но Алба се надига срещу него. В разгара на този смут авторитетът на централното правителство отслабва все повече и повече: местните сили узурпират комуналните права; старите градски системи се развиват в новата форма на комуна. Така на 18 май 1179 г. се появяват консулите. През 1194 г. започва режимът на подеста с Роландо Балбо, който обаче става окончателен едва много години по-късно. През 1197 г. комуната приветства като свои граждани господарите и обикновените жители на земите на епископа, предизвиквайки дълги спорове с епископа Оджеро. По-късно се надигат заплашително занаятчиите от Алба, водени, както винаги, от представител на древно и благородническо семейство – Роландо ди Мороцо, който установява статутите в Алба още през 1221-1222 г. Междувременно Алба влиза в конфликт с Асти, по-населен и по-силен, преди всичко по-богат.

#### Сто кули
Средновековните стени на града представляват забележителна отбранителна система: изградени върху основа с височина над 2 метра, те са дебели половин метър, снабдени са с контрафорси и кули и са заобиколени от ров по целия си периметър.
Градските порти отразяват пътищата за достъп: Порта Танаро на север, Порта Сан Мартино на юг, Порта дел Сокорсо или Порта Кераска наизток, Порта Сан Биаджо на югоизток и Порта Кастело на запад. Всяка порта е имала една или 2 кули за служителите на портата и служителите, събиращи такса за преминаване.
Благодарение на териториалното разширяване на комуната в Алба се образувант седем "Camparie" и шест замъка, построени да образуват корона на съседните хълмове, с отбранителни функции.
През същия период в града са построени манастири, църкви и шест болници. Болницата „Сан Ладзаро“ е построена за лечение на прокажени и инфекциозни заболявания. Древно дарение, задължава всяка година да се оставят две астийски солди или бушел вино на бедните болни. Болницата „Санто Спирито дел Понте“ се е намирала близо до Порта Танаро и е принадлежала на августинските каноници от Абатство Ферания. Болницата „Сант Антонио“ лекува болестите на свещения огън – епидемична болест, широко разпространена по това време. Четвърта болница, посветена на Сан Марко, се е намирала на мястото, където е построен Котоленго. Собствениците ѝ са били Йерусалимските монаси или Рицарите от ордена на Св. Йоан Йерусалимски.
Гербът на Алба датира от този период – на него на сребърно поле е изобразен червен кръст.

#### Съюз с Шарл Анжуйски
По време на битката на Фридрих I Барбароса срещу комуните Алба, принудена от Асти, става част от Ломбардската лига. Но едва в края на века между двата града избухват борби от икономическо, търговско и политическо естество, които се проточват през целия XIII век.  Асти става „врагът“ par excellence, заинтересован да лиши Алба от господство над долината на река Танаро. Между 1225 и 1228 г. Генуа и Асти, маркграфът на Монферат и Киери водят война срещу Алба, Алесандрия, Торино и Тортона: посредник и мирен арбитър е Милано. Но паузата е много кратка. Избухва нова война и мирът е възстановен едва през 1231 г.

През 1238 г. започва възстановяването на имперското управление, насочено към Пиемонт. Но след смъртта на Фридрих II комуните и гибелинските господари на Южен Пиемонт се събират около двата сега съюзили се центъра – Асти и Алба. В голямата война срещу Томас II Савойски Алба се опитва да измести Асти в посока на гибелинската лига. Силата и авторитетът на Комуна Алба достигат апогея си по това време, така че Генуа сключва редовен търговски договор с нея. Но през 1258 г. Асти атакува Алба. Албийците, вече единодушни в лицето на общия враг, го прогонват и скоро след това, следвайки примера на всички градове в Южен Пиемонт, се предават на Шарл Анжуйски. 
През 1259 г. Алба се съюзява с Шарл I Анжуйски, успявайки да се справи със споровете с близкия Асти, но периодът е пълен с съперничество и неспазени обещания между семействата гвелфи и гибелини на Солари, които се състезават за господство над територията. При анжуйските сенешали Алба – център на регионалното правителство, продължава да процъфтява в търговията и банкирането; но финансите ѝ са в затруднение и тя трябва да осигури нуждите си, като дава заеми и залага постъпленията от данъци и доходи. 
Емблема на времето са кулите, използвани предимно като затвор. Някои от тях, с квадратен план, продължават типичния средновековен облик на града във времето. Повечето от кулите са разрушени през XIX век; общинската е съборена през 1864 г.; материалът е използван за извършване на промени в сградата на катедралата.
През 1275 г. милициите на Асти се появяват под стените на Анжуйска Алба, принуждавайки я да се върне към съюза с Асти. Но на 26 януари 1283 г. Алба приветства Вилхелм VII Монфератски. През 1303 г., след като Солари, голямо гвелфско семейство от Асти, са посрещнати в града, Алба се завръща при Анжуйците, на които остава верен около половин век. 
След като провансалското господство е разбито, върху Алба се нахвърлят Савоя и Ахая, Милано и Монферат. На 16 юни 1349 г. Алба пада под владението на Висконти, които я държат в продължение на десетилетие, докато през 1356 г. гражданите не изгонват миланците и не се подчиняват на маркиза на Монферат Джовани II Палеолог. През 1358 г. Галеацо Висконти, след като получава Алба от Карл IV, я дава като зестра на дъщеря си Виоланта, която се омъжва за Лайънъл, херцог на Кларънс. Младият принц умира почти веднага след това, тези земи остават във властта на англичаните; но, обещани на Йоан II през 1369 г., те остават окончателно в ръцете на маркизите на Монферат, с изключение на краткото време на окупацията на Савойците (1432-1445 г.) и на Салуцо (1533 г.), след което Алба преминава от Палеолозите към Гондзагите, по времето на епископ Марко Джероламо Вида, християнски хуманист и смел защитник на града срещу чужденците. 

### От Ренесанс до Просвещение
Конфликтът между французите и испанците през първата половина на XVI век вижда Алба като сцена на кървави сблъсъци – ситуация, която се влошава с пристигането на Карл V в града през 1537 г. Историята и хрониките от онези години записват многобройни сблъсъци между враждуващи армии, със сериозни последици върху паметниците и произведенията на изкуството, обект на опустошение и грабежи.
След Мира от Като Камбрези от 1559 г. Алба е преотстъпена на Гондзага от Мантуа. Това е период на относителен мир, въпреки че е наистина трудно да се поправи опустошенията, които са накарали територията да обеднее. Други щети са причинени от земетресения между 1541 и 1549 г.
Когато Франческо IV Гондзага умира, Алба е нападната от Карл Емануил I Савойски, който я обсажда, за първи път на 23 април 1613 г.; но той успява да я завладее едва на 1 април 1628 г., след възходи и падения на сблъсъци и схватки с Гондзага.
След прекратяването на военните действия е ред на чумата. През 1630 г. започват да се появяват първите симптоми с последващ демографски спад. 
Благодарение на номинирането ѝ за провинция и с възраждането на панаирите, фестивалите и пазарите, спрени от десетилетия поради различните бедствия, възстановяването на Алба е благоприятстван, но то не продължава дълго и поради безкрайните династични войни на времето.

### XVIII век
През тази епоха процъфтяват редица литературни и художествени дейности, сред които се откроява филхармонично-литературната академия, създадена от каноника Одела. Тази асоциация може да се похвали през XIX век с присъединяването на известни личности като Силвио Пелико и Джовани Прати.
Построени са и нови сгради: болницата Сан Ладзаро по проекти на архитекта Ди Робилан, църквата „Св. св. Козма и Дамян“, преустроена по проект на граф Карло Емануеле Рангоне ди Монтелупо, църквата „Св. Мария Мадалена“, базирана на проекти на Бернардо Антонио Витоне.
Благодарение на значителни парични разходи (3000 сребърни лири), през 1742 г. на града е даден феодът Санта Розалия с титлата „Графиня на Санта Розалия“.
Благодарение на писмата на барон Джузепе Вернаца до неговия приятел и граф Гуидо Гаски, учен и архивист, се появява интересна визия за живота в Алба между 1779 и 1787 г. Вернаца, който харчи добри пари с неодобрението на баща си, за да получи баронската титла, наблюдава света от онази епоха с окото на буржоа, който обръща малко внимание на великите събития, които променят Европа на времето. Самият Вернаца, обичащ археологията, е главният герой на важно откритие: възстановяването в коритото на Танаро на гранична плоча, дело на Гай Корнелий Герман и Валерия Марцела, днес съхранявана в Музея на Алба.

#### Френска революция
В края на века градът преживява Френската революция и е един от първите, които застъпват якобинската вяра, провъзгласяват се за република и приветстват влизането на Наполеон Бонапарт на 28 април 1796 г. Френското приключение е краткотрайно, води до  смъртни случаи, оскверняване на произведения на изкуството и исторически сгради: готическата църква „Сан Доменико“ напр. е превърната в конюшня. От града се изисква да допринесе със 123 000 тогавашни лири за военните разходи на французите – голяма цифра за финансите на града, за което Алба изпраща 2 посланици, за да обсъдят въпроса, но единият е застрелян.
Гореспоменатите заповеди за принос към разходите за издръжка на френската армия, съчетани с ограбването на произведения на изкуството, физическото насилие над населението и най-вече въвеждането на задължителна военна служба - за младежи над 19 години, които да бъдат записани в Наполеоновата армия (което лишава семействата от работници, незаменими за работа на полето), кара много жители (както се случва на други места в Ланге) да напуснат града и да се присъединят към формированията на бунтовниците, т. нар. барбети, които се опитват да противодействат на злоупотребите на френската армия.

### XIX век
Възстановяването на града, след опустошението от Френската революция, е започнато от Карл Феликс Савойски, което води до изграждането на манастира Мадалена, като също така предвижда пренареждане на пътя, който свързва Алба със Савона, минавайки през Кортемилия. Градостроителят и архитект Джорджо Буска е архитект на този проект, както и на поредица от сгради: Театро Сочале, Палат Мирольо, ул. „Рома“ и Пиаца Савона. Буска също заема длъжността кмет между 1861 и 1865 г.; той вижда зараждащата се буржоазия, търговците, техниците и професионалистите, които постепенно заемат обществени длъжности след 1848 г., давайки тласък на множество форми на дружества за взаимопомощ, включително на основаното през 1851 г., което обединява артисти и работници.

### XX век
След Първата световна война градът съжителства с фашизма без ентусиазъм, като предприема успешни панаирни дейности.
Còche - групи от млади хора са инициаторите, в съперничество с Палиото на Асти (конно надбягване на Асти), на състезанието между магарета.
Панаирът  на трюфелите е роден през 1929 г. по инициатива на предприемача Джакомо Мора .
Алба е провъзгласена за „независима република" по време на Втората световна война. За 23 дни (от 10 октомври до 2 ноември 1944 г.) това е първата партизанска република, създадена в Италия, получавайки Златен медал за военна храброст за интензивната партизанска дейност, разказана от писателя Бепе Фенолио. 
По време на Втората световна война, в периода на германската окупация и Италианската социална република, маршалът на карабинерите на Алба Карло Равера спасява от депортация множество семейства еврейски бежанци, които живеят там под домашен арест от края на от август 1942 г. Вместо да пристъпи към арестуването им, според заповедите, получени на 2 декември 1943 г., той благоприятства бягството им с помощта на съпругата си и Беатриче Рицолио, собственичка на местната мелница. За този ангажимент на солидарност на 23 януари 1975 г. институтът Яд Вашем в Йерусалим връчва почетното звание Праведниците на света на тримата.
През 1948 г. и преди всичко през ноември 1994 г. жестоките наводнения, причинени от река Танаро и някои от притоците му, опустошават някои райони на града.

## Икономика
Винарският сектор е от голямо значение: в района на Алба има около 290 компании, които обработват площ от 700 хектара земя, произвеждайки средно 61 200 hl вино всяка година.
Вината на Алба се делят на: 
- DOC: Барбера, Долчето, Небиоло
- DOCG: Барбареско, Москато, Бароло

Алба също е известна в целия свят със своите бели трюфели и ежегодният панаир на трюфелите се провежда там.
Сред основните индустрии в района на Алба са:
- Фереро – една от най-важните сладкарски компании в света.
- Мирольо, лидер в текстилния сектор и собственик на различни марки облекла;
- Мондо, специализирана в спортни и градски настилки, и в играчки.

Най-голямата кооперативна кредитна банка в Италия по брой членове - Banca d'Alba, и международната верига за дистрибуция на храни Eataly също са базирани в Алба. Там е създадена и UniEuro – верига от магазини, специализирана в продукти за ИТ, телефони и домакински уреди.
Важно е местното производство на ковано желязо, насочено преди всичко към производството на порти и врати.
В Алба се намира централата на Egea – компания в района, предлагаща различни услуги.

## Забележителности
На няколко километра от Кралското имение Поленцо, заобиколена от хълмове, на които често се издигат живописни замъци (Сералунга, Гринцане, Бароло и др.), Алба придобива все по-голямо значение и като туристически център: някои от пътищата на хълмовете, особено тези към Чева и към Дего, предлагат в продължение на десетки километри обширни панорами с безкрайна гледка към равнината на Пиемонт и Алпите от Коле ди Кадибона до Монте Роза.

### Градска архитектура

#### Кметство
Кметството (на итал.: Palazzo del Comune) се намира се на пл. „Рисорджименто“ – историческото сърце на града. Построено е върху вече съществуващи римски сгради. Вътре, по стените на главното стълбище, има някои стенописи от църквата „Сан Доменико“, сред които се открояват Пиетà, датираща от края на XIV век, и Поклонението на влъхвите. В Залата на съвета има важни картини: панел от Маркино д'Алба, изобразяващ Девата с Младенеца, датиращ от 1501 г., олтар с Мадоната с Младенеца между Св. Йосиф и Св. Анна, както и Концерт, приписвана на Матия Прети.

#### Палата на съдебните служби
Палатата (на итал.: Palazzo degli uffici giudiziari) е разположена на големия площад Медфорд, близо до Палатата на изложбите и конгресите. Сградатат е от камък от Ланге и е дело на архитектите Роберто Габето и Аймаро Изола.

#### Улица „Кавур“
Улица „Кавур“ (Via Cavour) е една от главните артерии на историческия център на града; запазва типично средновековно оформление. Отляво, на малкия площад „Сан Франческо“ е бившата Съдебна палата (ex Palazzo del Tribunale) – седалище на Съдебния институт, на мястото, където е издигната църквата „Сан Франческо“. По улицата се намират Укрепеният дом Рива (Casaforte Riva) и Лоджията на търговците (Loggia dei Mercanti), която се състои от 3 големи външни арки, разположени точно под нивото на улицата, и други малки арки, които могат да се видят в сутерена.

#### Улица „Виктор Емануил“
Винаги е била главната улица на Алба. Жителите му я нарича още Via Maestra. Започва от Пиаца „Рисорджименто“ и пресича целия исторически център. Тя е израз на различни архитектурни стилове, от средновен до Ар нуво. На номер 11 е Каза Фонтана, характеризираща се с ренесансов фриз в теракотени плочки, съчленен между 1-вия и 2-рия етаж на фасадата: играчи, дами и рицари могат да бъдат наблюдавани да танцуват сред гирлянди от цветя. На номер 18 са Палат „Сералунга“ (Palazzo Serralunga) и  Палат на графовете Бели (Palazzo dei Conti Belli).

#### Кули
Алба е бил известен като градът на стоте кули, всички построени през XIV и XV век. Днес са останали малко от тях – най-добре запазените са тези между пл. „Рисорджименто“ и ул. „Кавур“; много от тях са били намалени до нивото на покривите или включени в сгради. На ул. „Калисано“ се намира една от тези кули, сега снижена почти до нивото на съседните покриви: Torre di Casa Chiarlone, с основа, която лежи на нивото на улицата, украсена с дървена врата, датираща от XVIII век.
Въпреки внушителния си вид Палат „Маро“ (Palazzo Marro), който гледа към пл. „Сан Джовани“, се смята за една от стоте кули.

#### Кафене „Калисано“
Кафене „Калисано“ (Caffè Calissano) е историческо кафене, разположено под аркадите на Пиаца дел Дуомо. Основано е през втората половина на XIX век от Луиджи Калисано, собственик на дестилерия, и негови клиенти са били Чезаре Павезе, Бепе Фенолио, Пино Галицио и шампионите по пънчбол (градският спорт). През 1986 г. архитектът Маурицио Сарако възстановява кафенето и обединява зоните на съседно помещение, където има фреска от XVII век.

### Религиозна архитектура

#### Църква „Свети Йоан Кръстител“
В тази църква (Chiesa di San Giovanni Battista) се съхраняват различни произведения на изкуството, включително Мадоната с Младенеца от Барнаба да Модена от 1377 г., Поклонение от Макрино д'Алба от 1508 г. и панел от работилницата на Макрино д'Албра, изобразяващ Девата с Младенеца между Свети Августин и Света Лукия.

#### Катедрала „Сан Лоренцо“
Катедралата (Duomo di San Lorenzo) е основното място за католическо поклонение в Алба, църква-майка на едноименната епархия. Сградата, посветена на Св. Лаврентий, представлява забележителна поредица от естетически-архитектурни прилики със съвременната Катедрала в Киери: тези прилики могат да бъдат намерени отчасти в структурата на Романско-готическата школа, но преди всичко във вътрешните декорации: напр. хоризонталните лентови декорации на стените и на пиластрите, самите кръгли пиластри, синият цвят на кръстовите сводове.

#### Църква „Свети Доминик“
На малкия площад близо до ул. „Калисано“ се намира църквата „Сан Доменико“ (Chiesa di San Domenico) от XIII или XIV век. Нейната реставрация е възобновена в края на 70-те години на XX век, благодарение на интереса на „Famija Albèisa“, която я връща към предишната ѝ слава. Църквата, въпреки че все още е осветена и в нея само спорадично се отслужва меса, е често място за изложби и концерти.

#### Църква „Света Катерина“
Църквата (Chiesa di Santa Caterina) се намира в непосредствена близост до църквата „Сан Доменико“. Строителството ѝ в бароков стил датира от XVIII век. Фасадата е разделена в горната част на 3 секции, с пиластри, арки, фризове и различни символи. Порталът е от пясъчник с архитрав и волути.

#### Църква „Света Мария Магдалена“
Църквата (Chiesa di Santa Maria Maddalena) се намира на ул. „Виторио Емануеле“, почти срещу църквата „Св. св. Козма и Дамян“. През голяма част от XVIII век е използвана от Доминиканския манастир; тогава е дестинация на поклоненията на вярващите, които отиват там, за да видят тленните останки на Благословената Маргарита Савойска. Порталът има 18 панела, издълбани в орех, презвитерий, главен олтар с овална рамка, вътре в която е картината Ла Мадалена, хор на свода, стенописан с проблясъци на барокови архитектурни перспективи.

#### Църква „Св. св. Козма и Дамян“
Църквата (Parrocchia Ss. Cosma e Damiano) се намира се на ул. „Виторио Емануеле“ близо до църквата „Света Мария Магдалена“. Построена е върху останките от римски стени. С много древен произход, тя се споменава за първи път в документи от XIII век. През 1760 г. е напълно възстановена от основите в бароков стил по проект на Карло Емануеле Рангоне ди Монтелупо. По време на разкопките, на дълбочина около три метра, се открива черно-бяла подова мозайка с бронзов медальон с лика на император Марк Аврелий.

#### Църква „Свети Йосиф“
Църквата (Chiesa di San Giuseppe) се намира на ул. „Вернаца“.

#### Църкви от XX век
- Храм „Свети Павел“ ̈(Tempio di San Paolo)ː на едноименния площад, построен през 1925 г. по проект на архитекта Джузепе Гало; през следващите години украсен с портал от лят бронз, дело на скулптора Нарчизо Касино.
- Църква „Христос цар“ ̈(Chiesa di Cristo Re)ː построена през 1956 г. от архитект Делапиана, с правоъгълен план, с един кораб и 2 странични коридора.
- Светилище „Нашата господарка на Морета“ (Santuario di Nostra Signora della Moretta)ː[21] построено през 1905 г. благодарение на бащите Йосифани от Асти на място, където преди това е бил построен малък оброчен пилон.

### Други

#### Болница „Сан Ладзаро“
Построена за лечение на прокажени и инфекциозни пациенти.

#### Детска болница „Калерия Ваке-Падери“
През 1895 г. Луиджи Ваке-Падери основава в рамките на болницата „Сан Лазаро“ в Алба детската болница „Калерия Ваке-Падери“ (Ospedaletto Infantile Caleria Vacquer-Paderi), където деца от всички нации могат да бъдат лекувани от инфекциозни заболявания. Прави го в памет на съпругата му, която е дъщеря на благородниците Адолфо де Роберти, държавен съветник на императора на Русия, и Олга Ноинский от Санкт Петербург. Дарението на Ваке-Падери и на де Роберти-Ноинский, в допълнение към детската болница, включва няколко научни отдела на Градската болница. Това се оказа новаторско за времето и засяга град Алба, тъй като Ваке-Падери, от Гренадирската бригада на Сардиния, докато командва плацдарма на Алба, губи много младата си съпруга, на която посвещава и детско училище във Вилановафранка. В историческия архив на градската болница „Сан Лазаро“, освен много материали за дарението има и съобщения за болни деца, приети в детската болница в годините от 1910 до 1915 г.

## Събития
- Празници на цветята (Feste Florite): от 2005 г., провеждат се всяка година в последния уикенд на май на Пиаца дел Дуомо. В допълнение към пазара Алерамико, който предлага местни храни и винени продукти, се провеждат концерти, танцови и театрални представления.
- Музикален фестивал в Алба, Италия и САЩ (Alba Music Festival, Italy&USA), Музикален фестивал в Алба (Alba Music Festival): от 2004 г., провежда се в продължение на 2 седмици между май и юни и в продължение на 3 седмици между края на юли и началото на август. Над 50 концерта с участието на солисти, оркестри, рецитали, музиканти, семинари, ателиета и други.[24]

- Панаир на белия трюфел (Fiera del Tartufo Bianco): провежда се всяка година през октомври; организиран от Ente Fiera di Alba. Основан като съпътстващо събитие на Фестивала на реколтата, през 1928 г. Панаирът на трюфелите в Алба с течение на времето става голямо събитие от национално значение. Всяка година организаторите на събора даряват най-добрия екземпляр на трюфел на известна личност, поканена на място. Сред гостите на панаира са били Джо Димаджо, Алфред Хичкок, Фарук I от Египет, Уго Тоняци, Ален Делон, Жерар Депардийо и Джанфранко Фини. През 2007 г. събитието получава титлата на Международен панаир на белия трюфел на Алба. Паралелно с панаира се провеждат множество културни и зрелищни събития в различни точки на града.[25]
- Надбягване с магарета (Palio degli Asini) и Турнир на стоте кули (Giostra delle Cento Torri):  първа неделя на октомври
- Октомврийският панаир: преглед на всичко, което Алба предлага
- Пролетно гастрономическо събитие Винум
- Изложения и изложби се провеждат в Палата на изложенията и конгресите (Palazzo Mostre e Congressi).

## Образование
В Алба имаː
- 10 държавни и 3 частни детски градини
- 7 държавни и 1 частно училище от първа степен (от 1-ви до 5-и клас вкл.)
- 5 държавни и 1 частно училище от втора степен (от 6-и до 8-и клас вкл.)
- 10 държавни средни държавни училища от втора степен (от 9-и до 11-и или 12 клас вкл.)

Градът също е дом на тригодишния курс по лозарство и енология на Торинския университет.

#### Енологична школа на Алба
В Алба се намира една от 11-те италиански енологични школи, основани през 1881 г.: Селскостопанският технически институт „Умберто I". В училищния комплекс по енология се намира седалището на курса по лозарство и винарство на Торинския университет, химическите, енологичните и микробиологичните лаборатории както на институтски, така и университетски.
В старите начални училища на подселище Билини се провежда курс за медицински сестри на Университета на Източен Пиемонт „Амедео Авогадро“.
В града се намира и центърът за професионално обучение „Апро професионално обучение“, основан през 1958 г. от монсиньор Джовани Батиста Джанольо.

#### Класически лицей „Джузепе Говоне“
В града се намира една от италианските исторически гимназии – Класически лицей „Джузепе Говоне“, създаден с резолюция от 15 февруари 1882 г. на Градския съвет на Алба. В нея са учили писателят Бепе Фенолио, дизайнерът на Фиат Данте Джакоза и хирургът Акиле Марио Дольоти; дейци на културата като Пиетро Киоди, Леонардо Кочито и литературният критик Джузепе Петронио са преподавали там. Гимназията е 1 от 5-те италиански международни гимназии и издава италианска и френска двойна диплома.

### Художествена академия
От октомври 2019 г. на пл. „Сан Паоло“ се намира Свободна художествена академия “„Новалия“ (Libera Accademia d'Arte Novalia), по-рано разположена в Савиляно, която предлага тригодишен курс на обучение по визуални изкуства, със специално внимание към живопис и илюстрация.

## Култура

### Градски музей на археологията и природните науки „Федерико Еузебио"
Музеят „Федерико Еузебио“ е най-важният музей в града. Включва 2 раздела, посветени на излагането на археологическото наследство на района и на документирането на неговата естествена история.
Създаден през 1897 г. по инициатива на родения в Алба Федерико Еузебио, музеят първоначално се намира в Кметството на града. Първата важна находка, която намира признание в това, което по-късно става музей, е надгробен паметник, посветен на Дидий Викарий, който е добавен към група обекти със значителна археологическа стойност. През следващите години са добавени 2 частни колекции: Колекция „Фонтана“ и Колекция „Сотери“, и поредица праисторически находки, дарени от Траверсо. През 1947 г. е открит ново седалище в зала на Лицей-гимназията. През 1976 г. находките са преместени на окончателното им място, разположено в крилото от XIX век на бивш манастир в двора на Мадалена. Също през 1976 г. - годината, в която музеят започва да работи по съвременни критерии, е отворена за обществеността част, посветена на естествената история.
Сред повече от 1000 археологически находки в музея има голяма гробница от Медната епоха, открита на бул. Европа (III хилядолетие пр.н.е. ); мраморен надгробен камък от Римската епоха; над 1000 предмета за ежедневна употреба, датиращи от епохата на Неолита (маслени лампи, буркани за балсам, керамика, монети и др.).
Природонаучният отдел на музея е разделен на малки подраздели, посветени на документирането на геологията, зоологията и ботаниката. Антропологична секция (рядко отворена за обществеността) включва човешки останки, открити при археологическите разкопки, проведени в района.

### Библиотеки
- Градска библиотека „Джовани Фереро“, основана през 1960 г.
- Епархийска библиотека, основана през 1656 г.[34]

### Театри

#### Социален театър „Джорджо Буска“
Открит е през ноември 1855 г., проектиран от архитекта Джорджо Буска. Театърът, тогава наречен "Perucca", активен с прозаични представления, концерти, опери,  по-късно е обявен за опасен и е окончателно затворен през 1933 г. Едва към края на 60-те години структурата е призната за сграда с историческа стойност и се преосмисля използването му. През 1997 г. реставрационните работи са завършени, така че театърът е тържествено открит на 1 октомври с концерт на певеца и текстописец на Асти Паоло Конте. Работите добавят към историческата зала, структурирана в "подкова", нова зала, с конструкция "ветрило", с капацитет от 618 места. Двете зали гледат към една и съща сцена, така че театърът, по случай специални събития, може да разчита на отварянето на двете зали, като по този начин общият му капацитет достига 916 места.

### Медии
- вестник Gazzetta d'Alba[35]
- вестник Corriere di Alba, Bra, Langhe e Roero.
- Радио Алба

## Гастрономия
- Карпачо от сурово месо, наречено Carne all'Albese (Карне ал Албезе) – студено предястие
- Телешко със сос от бяло сухо вино и риба тон (на итал.: vitello tonnato, на пиемонтски: vitel tonnè или vitel tonnà, Витèл тонè) – студено предястие
- В много ястия присъства белият трюфел от Алба, като напр. tajarin (пиемонтски талиатели) и фондю.
- Задушено говеждо във вино Бароло (brasato al barolo, бразàто ал Барòло) – второ ястие
- rôstôn  второ ястие с телешко филе, овкусено с бели трюфели, което му придава деликатен аромат
- Десерти: 
  - пълнени праскови (pesche ripiene, Пèске рипиèне)
  - лешникова торта с лешници от Ланге (torta di nocciole delle Langhe)
  - Сладки от пшеничено брашно (paste di meliga, Пàсте ди мелѝга) – кръгли ронливи бисквити, характерни за Пиемонт, направени от пшенично брашно, древно пиемонтско царевично брашно, масло, захар, мед, яйца и лимонова кора;
  - Бунет (Bonet) – традиционен за Пиемонт сладкиш, приготвен с яйца, захар, мляко, какао, сушени амарети и ликьор (обикновено ром)

- Карне ал Албезе
- Вител тоне
- Бразато ал Бароло
- Орехова торта
- Пасте ди мелига
- Бунет

## Спорт

### Колоездене
Алба е място за финал на етапа на Обиколката на Италия 2 пъти: първият през 1968 г., спечелен от Гуидо Рейбрук, и през 2004 г., спечелен от Алесандро Петаки. През 2011 г. отново е домакин на обиколката: той отправният град за втория етап. През 2014 г. Алба е домакин на етапа с хронометър Барбареско-Бароло от обиколката, спечелен от колумбиеца Ригоберто Уран Уран, а през 2020 г. е стартовият град на 20-ия етап.

### Футбол
Основният футболен клуб в града е Футболна асоциация „Албезе Калчо“. Другият футболен отбор в града е GSR Ferrero ASD (играе във втора категория G на Пиемонт и Вале д'Аоста).
Друг важен отбор от Алба е отборът по женски футбол ASD Feminine Alba; през 2011 г. печели Олимпиадата на побратимените градове, а през 2013 г.  – място в Серия B. Разпуска се през юли 2015 г. В момента единственият женски отбор в Алба е ASD Futura Langhe от Алба, създаден на 14 юли 2015 г.
През зимата на 1942 г. (поради бомбардировката на град Торино по време на Втората световна война) градът е домакин на Ювентус-Чизиталия. Отборът използва Вила Сорано, собственост на винарското семейство Бонарди, като тренировъчен център до пролетта на 1943 г., по време на финалната фаза на 43-ия национален шампионат (Серия А 1942-1943).

### Пънчбол
Пънчболът (на итал.: pallapugno), официално наричан еластична топка до 2001 г. и дефиниран като балун на пиемонтски и на лигурски, е отборен спорт с топка, който се играе на равно игрално поле със страничен отскок, било то стена, мрежа или друго.
Отборът по пънчбол на Алба е сред най-добрите в Италия. Той държи рекорда за спечелени шампионати на Италия, които са 18, от които 5 последователни между 1947 и 1951 г. Сферистериумът „Алесандро Мермет“ е структурата, където се провеждат мачовете на този спорт.

## Транспорт

### Автомобилни пътища
- Автомагистрала A33 Асти-Кунео
- Mеждуградските пътища SS 231 (Асти-Кунео) и SR 29 за Кортемилия-Савона и Торино.
- Многобройни провинциални пътища свързват града с много селища в градската зона.

### Железопътен транспорт
- SFM на Торино (Servizio ferroviario metropolitano di Torino), линия 4 на ЖП линия Алесандрия-Кавалермаджоре. Има 2 станции: една в центъра, една в подселище Мусото.

### Градска мобилност
- 3 градски автобусни линии, управлявани от Bus Company
- множество извънградски връзки, управлявани от GTT и Bus Company.

## Любопитно
Ангелът, лъвът, волът и орелът са символите на Евангелистите, които се срещат в много части на града: на фасадата на Катедралата, на дървения таван на Залата на съвета на Кметството и на фонтана на Пиаца Савона. Първата буква на всеки символ дава името Алба: Аgelo, Leone, Bue, Aquila.
В нощта между 26 и 27 юли 1962 г. град Алба е свързан по телефон чрез сателита Telstar с побратимения град Медфорд в Орегон, САЩ. Открива се нова ера за телекомуникациите и събитието е подчертано със заглавия на цяла страница във всички италиански вестници, в Европа и в Съединените щати. 
В навечерието на Нова година жителите на града слизат на пл. „Рисорджименто“ и празнуват, като вдигат тост с пенливо вино Асти и ядат хляб и Нутела. 
Най-добрият месец за посещение на града е по време на Международния панаир на белите трюфели в Алба, когато уханието на трюфели опиянява градските улици, а хълмовете придобиват цветове с голям чар. 
По време на Вакханлията на трюфела (Baccanale del Tartufo) историческият център на града се превръща в средновековно селище. Сервират се типични ястия с представане на старинни игри и атмосферна музика.

## Личности
Родени
- Пертинакс (126-193), римски император
- Макрино д'Алба (1460 – 1520), италиански художник
- Джузепе Вернаца (1745 – 1822), италиански историк, епиграф и политик
- Микеле Копино (1822 – 1901), италиански политик
- Федерико Еузебио (1852 – 1913), италиански историк и археолог
- Луиджи Сако (1883 – 1973), италиански генерал
- Роберто Лонги (1890 – 1970), италиански историк
- Микеланджело Абадо (1900 – 1979), цигулар
- Джузепе „Пинот“ Галицио (1902 – 1964), италиански художник
- Бепе Фенолио (1922 – 1963), италиански писател
- Луиджи Мария Тарчизо Аноли (1946 – 2012), италиански психолог
- Джиджи Падовани (р. 1953), италиански журналист, писател и гастроном
- Луиджи Амброзио (р. 1963), италиански математик
- Алдо Гадзуло (р. 1966), италиански журналист

Починали
- Джузепе Говоне (1825 – 1872), италиански генерал
- Джузепе Дзили (1822 – 1901), италиански журналист
- Микеле Копино (1822 – 1901), италиански политик

## Побратимени градове
- Арлон, Белгия от 1 март 2004 г.
- Банска Бистрица, Словения от 1967 г.
- Босолей, Франция
- Бьоблинген, Германия
- Медфорд, САЩ
- Сант Кудат дел Валес, Испания